# Facundo Argüello
Facundo Argüello (ur. 4 sierpnia 1992 w Córdobie) – argentyński tenisista.

## Kariera tenisowa
Karierę zawodową rozpoczął w 2008 roku.
W 2014 roku zagrał w turnieju głównym wielkoszlemowego French Open, gdzie odpadł w pierwszej rundzie z Radkiem Štěpánkiem. Rok później do tego samego turnieju dostał się jako szczęśliwy przegrany z kwalifikacji. Przegrał wówczas w pierwszym meczu z Andym Murrayem.
Najwyżej w rankingu ATP World Tour Argüello sklasyfikowany był na 104. miejscu w grze pojedynczej (14 kwietnia 2014) oraz 124. pozycji w grze podwójnej (1 sierpnia 2016).